# Berkshire (Vermont)
Berkshire – miasto w Stanach Zjednoczonych, w stanie Vermont, w hrabstwie Franklin.